# Робино-Девуади, Жан Батист
Андре Жан Батист Робино-Девуади (фр. André Jean Baptiste Robineau-Desvoidy; 1 января 1799 , Сен-Совёр-ан-Пюизе, — 25 июня 1857, Париж) — французский врач, энтомолог и геолог.

## Биография
Робино-Девуади изучал медицину в Париже. В 1822 году получил докторскую степень в Монпелье, после чего стал практикующим врачом в родном городе. Робино-Девуади довольно рано начал интересоваться энтомологией. Его первые энтомологические исследования посвящены мухам-тахинам. Кроме этого он изучает обоняние ракообразных (1820), строение хоботка двукрылых (1821), анатомию кутикулы членистоногих (1822). В дополнение к энтомологическим работам он также публикует геологические и палеонтологические исследования. В 1830 году издаёт исследование о тахинах, в которой он описывает около 3000 видов. Его очень богатая коллекция двукрылых была передана в Национальный музей естественной истории в 1931 году в очень ветхом состоянии. Часть голотипов хранится в музее естественной истории Оксфордского университета. Робино-Девуади предложил название Calyptratae для обозначения высших двукрылых взамен использовавшегося в то время Myodaria. Большой цикл работ Робино-Девуади посвящён фауне двукрылых Парижа и его окрестностей, которые он публикует с 1830 по 1851 год. В 1853—1854 годах выходит каталог жуков листоедов и усачей коммуны Сен-Совёр-ан-Пюизе. В последние годы Робино-Девуади вёл затворнический образ жизни. В своем завещании он пожелал быть похороненным с его лошадью и собакой в его имении Сен-Совёр-ан-Пюизе.

## Таксоны описанные Ж.-Б. Робино-Девуади
Робино-Девуади является одним из самых продуктивных систематиков насекомых по числу описанных видов. Он описал более 4500 таксонов двукрылых, однако сейчас валидными признаются лишь около 300 родов и 1400 видов. Определённую роль в этом сыграла его ссора с Пьером Жюстеном Маккаром и некоторыми другими энтомологами того времени. Маккар опубликовал в 1836 году книгу «Естественная история двукрылых», где описанные в 1830 году Робино-Девуади виды проигнорированы и в последующем стали синонимами. Среди признаваемых таксонов ранга семейства числятся Scathophagidae Robineau-Desvoidy, 1830, Rhinophoridae Robineau-Desvoidy, 1863 и Tachinidae Robineau-Desvoidy, 1830.

## Избранные труды Ж.-Б. Робино-Девуади
- Robineau-Desvoidy J.-B. Essai sur la tribu des culicides (фр.) // Mémoires de la Société d'Histoire Naturelle de Paris : Журнал. — 1827. — Vol. 3. — P. 390—413.
- Robineau-Desvoidy J.-B. Recherches sur l'organisation vertébrale des crustacés, des arachnides et des insectes. — Paris, 1828. — 228 p.
- Robineau-Desvoidy J.-B. Essai sur les myodaires (фр.) // Mémoires Président par divers Savans a l'Académy Royale des Science de l'Institut de France : Журнал. — 1830. — Vol. volume=2, no 2. — P. 1—813.
- Robineau-Desvoidy J.-B. Coup d’oeil rétrospectif sur quelques points de l’entomologie actuelle (фр.) // Annales de la Société Entomologique de France : Журнал. — 1846. — Vol. 4, no 2. — P. 347—358.
- Robineau-Desvoidy J.-B. Mémoire sur les crustacés du terrain Néocomien de Saint-Sauveur-en-Puisaye (Yonne) (фр.) // Annales de la Société Entomologique de France : Журнал. — 1849. — Vol. 7. — P. 95—141.
- Robineau-Desvoidy J.-B. Catalogue des insectes Coléoptères du canton de Saint-Sauveur-en-Puissaye (Yonne). 1-re partie Cerambycidae (фр.) // Bulletin de la Société des Sciences Historiques et Naturelles de l'Yonne : Журнал. — 1853. — Vol. 7(2). — P. 335—368.
- Robineau-Desvoidy J.-B. Catalogue des insectes Coléoptères du canton de Saint-Sauveur-en-Puissaye (Yonne). 2-e partie, Chrysomelidae (фр.) // Bulletin de la Société des Sciences Historiques et Naturelles de l'Yonne : Журнал. — 1854. — Vol. 8(2). — P. 251—280.
- Robineau-Desvoidy J.-B. Histoire naturelle des diptères des environs de Paris. Œuvre posthume du Dr Robineau-Desvoidy. Publiée par les soins de sa famille, sous la direction de M.H. Monceaux. 2 volumes. — Paris: Masson et Fils, 1863. — 1500 p.